# Solopa
Solopa est un village de la Région du Littoral du Cameroun, situé dans la commune de Ngwei. 

## Population et développement
En 1967, la population de Solopa était de 388 habitants, essentiellement des Bassa. La population de Solopa était de 101 habitants dont 57 hommes et 44 femmes, lors du recensement de 2005.  